# Toffee

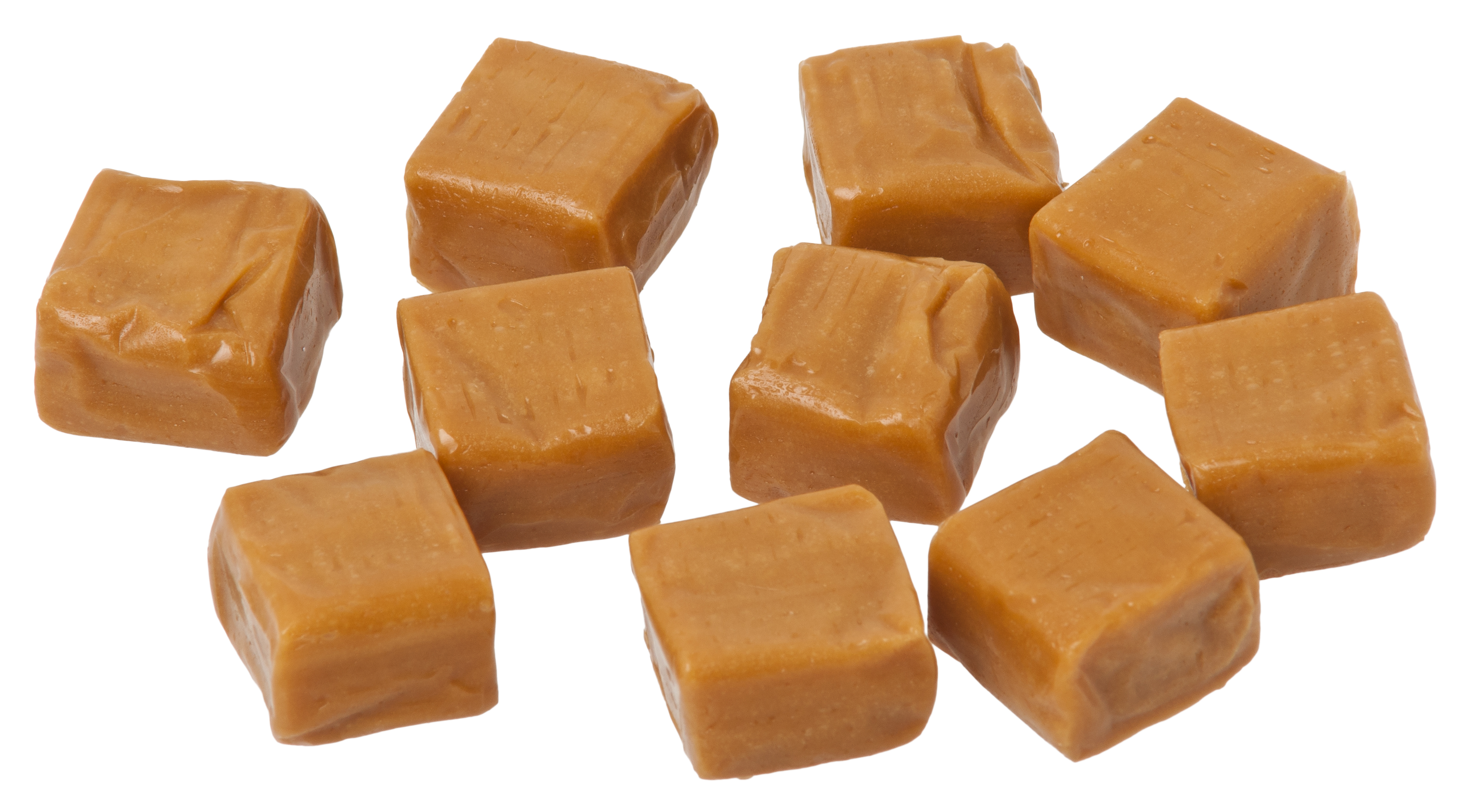
Toffee-snoepjes

Een toffee is een snoepje dat oorspronkelijk uit Engeland komt en dat vervaardigd werd uit karamel. Deze karamel werd op haar beurt vervaardigd door karamellisatie van suiker of melasse. Dit wordt gekookt met boter en soms meel. Het resultaat is een taai en zoet snoepje.
Het woord toffee kwam voor het eerst voor in het Engels idioom in 1825 en zou afstammen van een niet nader gespecificeerde creoolse taal. Het woord zou de betekenis hebben van een mengsel van suiker en melasse. In 1817 werd reeds het woord taffy in het Engels idioom vermeld, dat een soortgelijke betekenis had.
De toffee is later uitgevoerd in allerlei smaken, zoals chocolade- en fruittoffees. Kenmerkend voor de toffee is het toffeepapiertje, dat aan beide zijden gedraaid is.
Toffeefabrikanten in Nederland zijn of waren onder meer N.V. Gilda Caramel- en toffeefabriek (Gillet en Davids) te Rotterdam, Verkade in Zaandam en Perfetti Van Melle (Van Melle) in Breda.

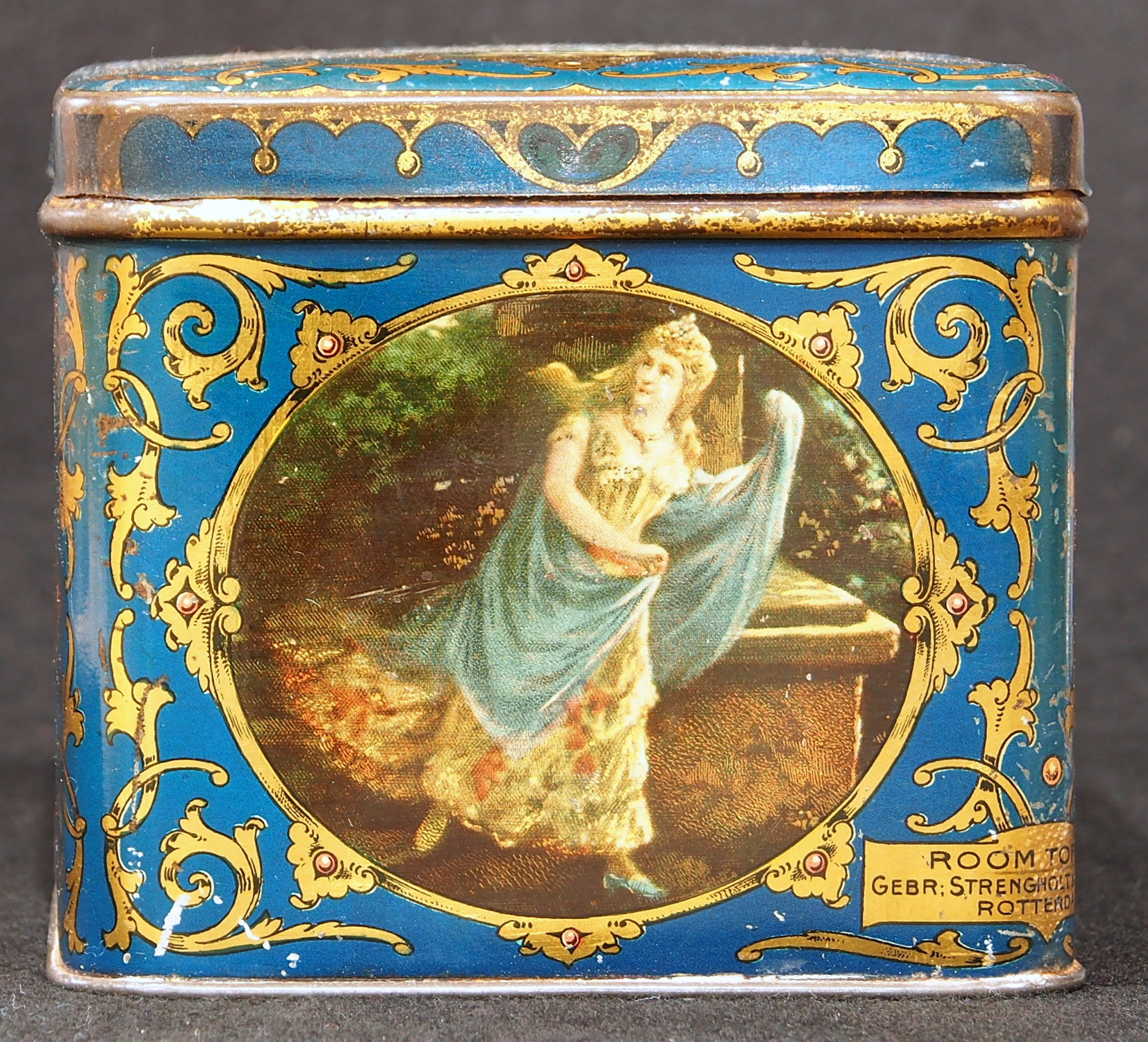
Roomtoffeeblik van Strengholt & Huisman, Rotterdam